# 聖哥達基線隧道

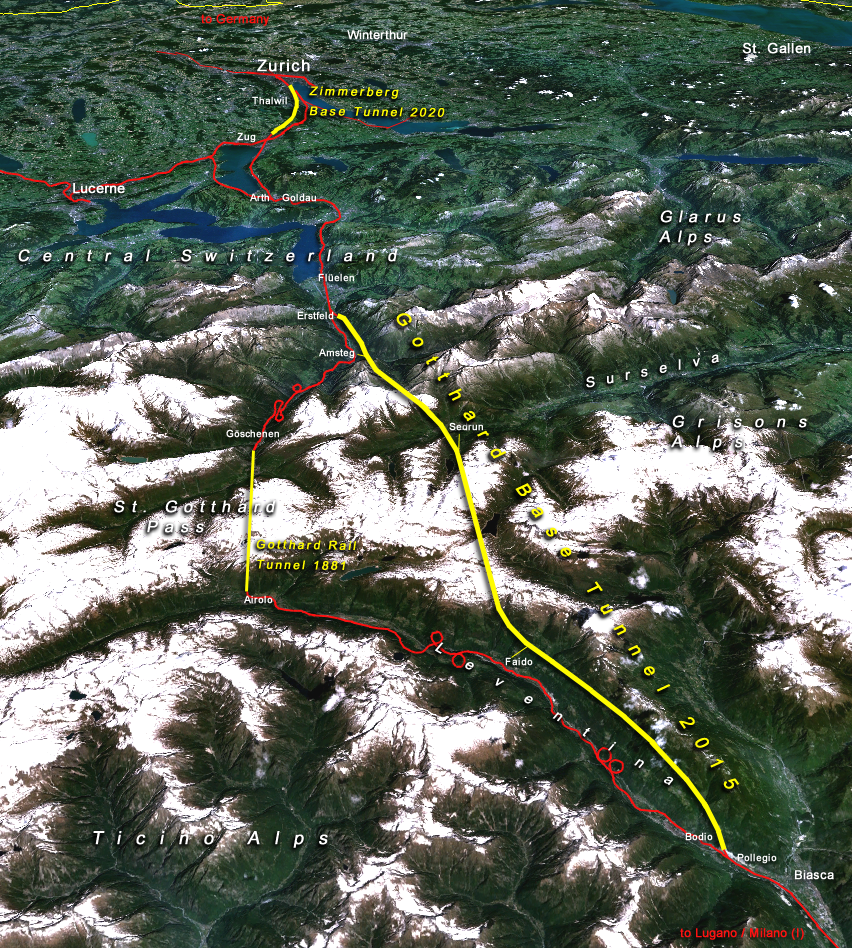
聖哥達基線隧道與齊默爾貝格基線隧道（位於圖片上方）都是阿尔卑斯枢纽计划中北圣哥达轴线的一部分（黄色：主隧道，红色：既有的干线铁路，数字：完工年份）

聖哥達基線隧道（英語：Gotthard Base Tunnel，簡稱GBT；德語：或Sankt-Gotthard-Tunnel），又译为哥達基線隧道、聖哥達基礎隧道、戈特哈德铁路隧道，是位於瑞士南部的鐵路隧道，全部路段皆位於瑞士境內，也是目前世界最長的隧道（包含鐵路隧道與公路隧道），全線貫穿阿爾卑斯山脈，主隧道為雙洞單線隧道，長度超過57公里（35英里），东线和西线隧道加上其他辅助豎井和连接通道，整套隧道系统总长度达到151.8公里（95.4英里）。由於工程浩大，整座隧道耗時17年才完工。其亦為全世界距地面最深的铁路隧道，最深处为2300米。
聖哥達基線隧道為瑞士阿爾卑斯樞紐（AlpTransit）計畫的一部分，从蘇黎世到米蘭原来2.6小時的運行時間可以減少約1個小時，从蘇黎世到卢加诺的运行时间可以达到約1小時40分。整座隧道於2016年6月1日正式開通，同年12月11日投入常規運行。

## 建設計劃
瑞士工程师爱德华·格吕纳于1947年提出在聖哥達山口一帶新建雙線基線隧道，以提升瑞士阿爾卑斯山脈區域運輸的構想。1963年，瑞士政府设立一个委员会，研究隧道建设计划。瑞士官方于1983年搁置该计划。1992年，瑞士举行全民公投，结果多数人支持建隧道。1998年11月，再一次公投决定工程開始。
瑞士聯邦鐵路的子公司「阿尔卑斯枢纽－聖哥達」（AlpTransit Gotthard，簡稱AG）承擔了聖哥達基礎隧道的建造工程。為了加快工程進度，承建商在工地開挖四個（後來增加到五個）豎井，並進行同步作業，最多时超过2000名工人同时工作。每325米（1,066英尺）便會有一條聯絡道，用以連接東線和西線隧道。隧道內設有塞德龍（Sedrun）與法伊多（Faido）兩個多功能車站，列車可以在這兩個多功能車站內切換隧道；這些車站主要用作設置通風系統及基礎工程設施，在工程完成後亦會成為緊急停靠站及逃生通道。东线和西线隧道分别于2010年10月和2011年3月贯通。整个工程耗资大约120亿瑞士法郎。

## 外部連結
- 官方网站  （英文） （德文） （法文） （意大利文） （羅曼什語）
- 世界最長的鐵路隧道 （页面存档备份，存于）
- Gotthard-Basistunnel (6283450) （页面存档备份，存于）

| 紀錄              | 紀錄                   | 紀錄     |
| ----------------- | ---------------------- | -------- |
| 前任者： 青函隧道 | 最長鐵路隧道 2016–至今 | 當前持有 |

46°36′00″N 8°45′54″E / 46.600°N 8.765°E